# Exposition régionale valencienne de 1909
L'exposition régionale valencienne de 1909, est une exposition commerciale et industrielle organisée par l'Athénée mercantile de Valence sous l’impulsion de son président Tomás Trénor (es). Elle se tint dans la ville de Valence entre le 22 mai et le 22 décembre 1909.

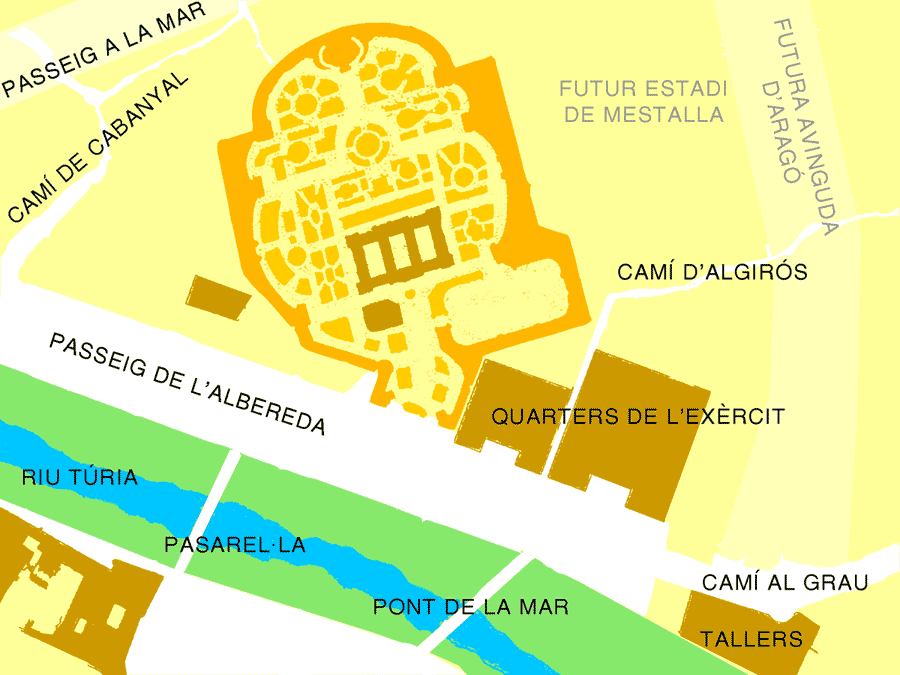
Plan de l'exposition.

L'ensemble de l'exposition couvrait une surface de 16 ha. La cérémonie d'inauguration se tint le 23 mai 1909 et fut présidée par le roi Alphonse XIII et le chef du gouvernement Antonio Maura.
Selon le géographe Josep Vicent Boira Maiques, l'exposition marqua le début des relations économiques modernes entre le Pays valencien et la Catalogne.

## Contexte
À la fin du XIXe siècle et au début du XXe siècle, les villes connaissent une croissance démographique, économique et territoriale inédite, qui détermine l'émergence et la consolidation d'une nouvelle entité urbaine, la métropole, celle-ci devenant le symbole de la modernité.
Au cours de cette période, la physionomie de la ville de Valence est bouleversée sous l'effet de diverses initiatives de modernisation. La démolition des remparts de Valence (es) au XIXe siècle et le début de l'Eixample qui lui fait suite permet de relier le centre-ville à El Grau.  Le secteur méridional de l'Eixample  fut celui qui se développa le premier et le mieux. Cet élargissement urbain était apparu lors de la démolition de la muraille, une nouvelle zone résidentielle où la nouvelle bourgeoisie construisit des maisons représentatives de son statut. La bourgeoisie céda le vieux noyau de la ville aux artisans et aux patriciat affaibli pour occuper un espace aseptisé et nouveau, comme la bourgeoisie et la classe moyenne supérieure elles-mêmes. L'automobile, l'électricité, le développement du capitalisme dans une société de consommation naissante, la production industrielle de masse, les nouveaux moyens de communication (téléphone, radio), modifièrent radicalement l'apparence des villes, les modes de vie dans celles-ci et même la manière de percevoir la réalité. De nouveaux espaces de sociabilité et de consommation émergent dans les villes : restaurants, cafés, terrasses, hôtels, etc.

## L'exposition

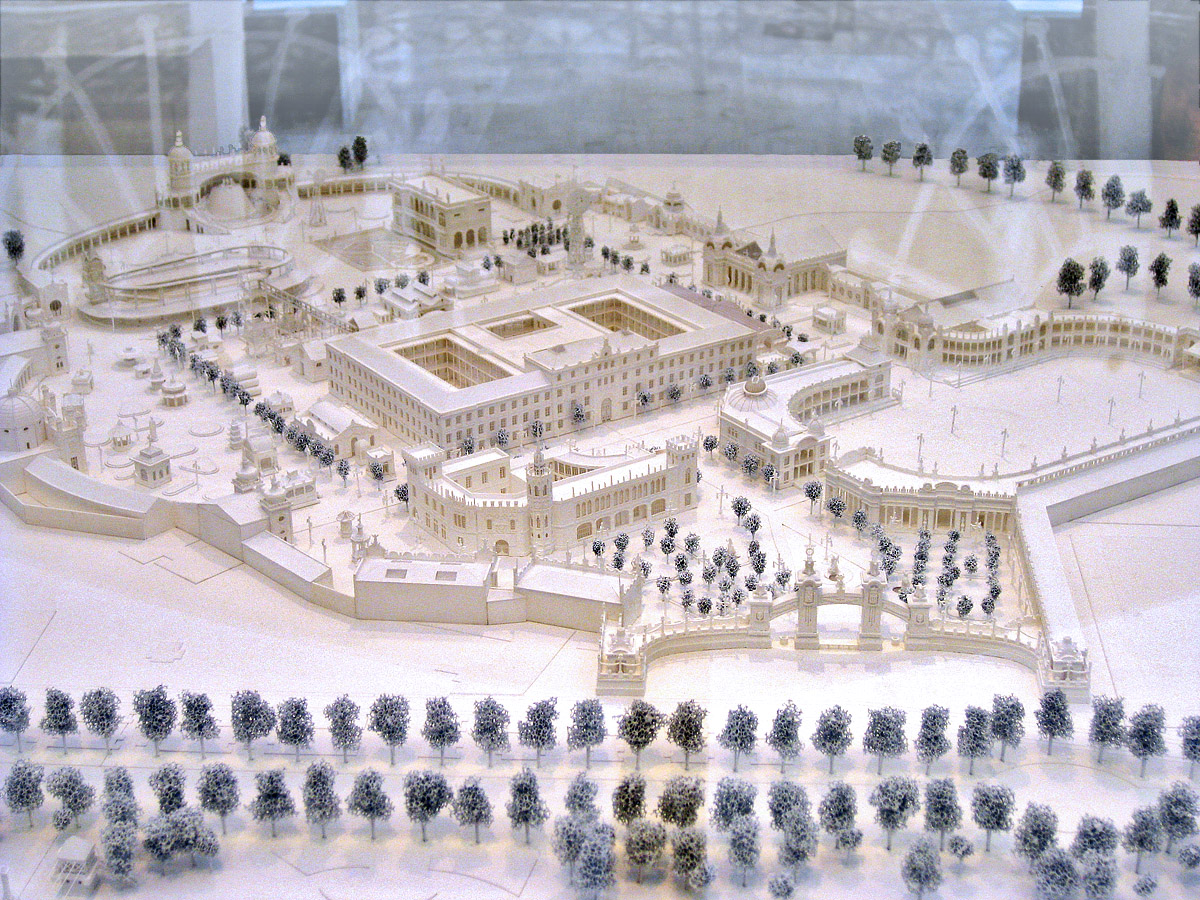
Maquette représentant l'ensemble des constructions réalisées pour l'exposition.

L'exposition régionale était conçue comme une démonstration des productions d'avant-garde du XXe siècle, dans des champs diversifiés comme la culture, l'industrie, l'économie, les loisirs ou encore du tourisme. Elle constitua une occasion importante pour un grand nombre d'entreprises et d'industries de faire la promotion de produits et d'innovations tant locales que nationales. Ainsi furent promus des articles novateurs comme l'automobile, le cinéma ou le phonographe, des courants artistiques comme le modernisme, de nouveaux sports comme le football ou des innovations technologiques comme l'aviation les moteurs à explosion ou de nouvelles applications électriques.
L'Exposition régionale de 1909 intègre un nouveau projet de ville, avec une architecture non éphémère, des ponts voués à rester, des espaces ludiques et une idée de transformation et de modernisation de la ville. Elle révèlerait une désir de modernité et de transformation pour Valence, qui avait cessé d'être provinciale pour devenir mondiale. Tomás Trénor y Palavicino (es), marquis du Turia, dans son Memoria de las exposiciones Regional Valenciana de 1909 y Nacional de 1910 (« Mémoires des Expositions régionales de Valence de 1909 et des Expositions nationales de 1910 », 1912) donnait son impression de cet événement, :

« [...] Valence s'identifia si intimement à nos aspirations qu'elle toute entière et tout en elle fut partie intégrante de l'Exposition régionale : ses rues, ses bâtiments, ses boutiques, ses casinos, ses cafés, ses hôtels, les palais des dignitaires et les demeures des humbles... À la conjuration de notre appel, Valence se rappela ses grandeurs légendaires de Cour des Rois et de Capitale des Royaumes, la Valence provinciale disparaissant pour laisser surgir la Valence mondiale, opulente et magnifique, expression de ce que serait l'Espagne si ses villes mortes, ses régions atones, comme notre Ville et notre Région, se réveillaient et revivaient. [...] Voyez les urbanisations réalisées dans ces alentours. Le développement croissant de l´Ensanche. La transformation de l'intérieur en places, voies et jardins sans égaux. Les services municipaux irréprochables. L'éclairage public presque fastueux... Hier, nous gisions dans l'oubli ; aujourd'hui, le forastero a envie de nous quitter et le tourisme international inclut Valence dans ses itinéraires privilégiés [...] En moins de trois ans, Valence a connu une vie si intense que cette brève succession de mois équivaut à un demi-siècle, et le travail effectué aurait consommé la vitalité de deux générations. »

Selon Miquel Nadal Tàrrega,

« L'Exposition devient pour la ville une grande vitrine de modernité ; une véritable scène sur laquelle transitent toutes les activités qui servent à qualifier de moderes et européennes les villes, et la vieille ville enfermée jusqu'à il y a peu entre ses remparts, et encorsetée par la frontière fluviale du Turia, accueille la présence de nouveautés culturelles et les possibilités compétitives du sport. Outre la rénovation intérieure et la direction prise par l'élargissement [urbain], la rive gauche du fleuve devient le lieu de prédilection pour le loisir et de la nouvelle vie « sportive », cette nouvelle vie de loisirs qui imaginée dans les cafés de la calle de la Paz, qui traverse l'itinéraire de la Glorieta, de la Porta de la Mar, de Navarro Reverter et le fleuve pour devenir réalité. Une nouvelle ville dans la ville, assumant une autre ville irréelle et imaginaire, qui dans le subconscient collectif produisit un puissant impact comme conséquence de l'homogénéité de la couleur des constructions, et la surabondance de lumière électrique »

Le succès de l'exposition fut modéré, ce que les organisateurs attribuèrent à la guerre du Rif et aux événements de Barcelone, en raison de quoi l'exposition fut prolongée jusqu'en 1910 sous l'étiquette d'« exposition nationale ».
Selon Manuel Sanchis Guarner, cette exposition régionale de 1909 fut une démonstration de ce qu'aurait pu être la puissance de la bourgeoisie valencienne, « si l'idéologie 'succursaliste' de ses dirigeants ne les avait pas empêchés d'en récolter les bénéfices politiques, ». Au lieu de servir à prendre conscience de la personnalité régionale et de sa force, l'exposition est devenue une exaltation de narcissisme et de placidité, donnant une projection subsidiaire au patriotisme régional, dont l'hymne de l'Exposition est une bonne illustration.

## Architecture et patrimoine

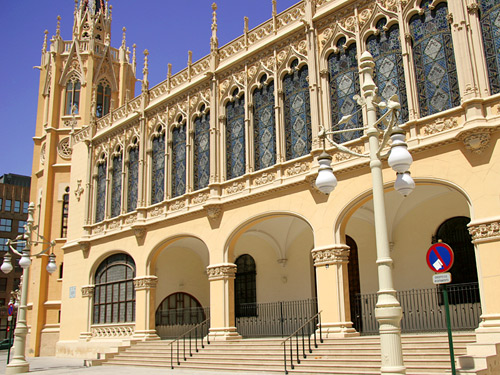
Palais de l’exposition.

Seuls cinq des édifices inclus dans l'enceinte de l'exposition n'ont pas été détruits à l'issue de celle-ci et sont encore conservés actuellement.

## Hymne
Pour célébrer l'exposition, le président Trénor commanda à José Serrano Simeón la composition d'un hymne, l'écrivain Teodor Llorente étant pour sa part chargé d'en écrire les paroles. Ce fut finalement Serrano qui les rédigea, en suivant les modèles du poète Maximilià Thous i Orts.
L'hymne connut un succès important durant l’exposition, et en mai 1925, les maires de Castellón de la Plana, de Valence et d'Alicante (capitales des provinces constitutives du Pays valencien), décidèrent qu'il deviendrait l'hymne de la région. Il fut adopté comme symbole officiel de la région en 1984.
Il est souvent critiqué pour son ton espagnoliste, narcissique et autocomplaisant,,.